# Татарський курган у Перемишлі
49°47′00″ пн. ш. 22°46′00″ сх. д. / 49.7833° пн. ш. 22.7667° сх. д.
Татарський курган, раніше пагорб Вознесіння — курган, розташований в Перемишлі.

## Назва
До початку ХХ століття пагорб носив назву Вознесіння, а також різні варіації цього слова такі як Внесіння, Взнесіння. У 1917 році вперше щодо нього використана назва "Копець Татарський", а у 1938 впереше був названий "Копець Пшемислава"

## Розташування
В топографії сучасного Перемишля, Татарський курган виділяється на перший план. Він замикає Південно-Східний хребет підвищення, яке здіймається над містом з Південного боку. Ймовірно, він був частиною цілого комплексу курганів, які були розташовані у цьому місці у давньоруську добу. З вершини пагорба відривається розлогий вид у східному, північному та південному напрямках. Курган був побудований за планом гострого трикутника, кінчик якого спрямований точно на схід, а напівкругла база на захід. За словами Леопольда Гаусера (дослідник історії Перемишля XIX століття) — висота трикутника становила близько 40 м, ширина основи 13,3 м, і мав таку ж висоту насипу близько 10,5 м. За словами А. Коперського, згадане перше джерело про цей регіон з'являється у XV ст.

## Історія
Існує припущення, що на кургані знаходився храм, в якому шанували слов'янських богів. Пізніше, у християнські часи, ймовірно, було прийнято рішення про відшкодування збитків жертвам, а на місці колишнього храму збудовано каплицю святого Леонарда — покровителя засуджених. Каплиця була зруйнована під час Другої світової війни.
Слід зазначити, що поблизу пагорба знаходяться також залишки іншого, набагато більшого кургану, який також побудований за планом «трикутника» з вершиною, що вказує на схід.
Поблизу Перемишля було відкрито численні невеликі кургани. Можна припустити, що разом з легендарним курганом вони створили набір точок спостереження і служили для передачі інформації про наближення ворогів. Міжвоєнний дослідник К. Осинський навіть наводить на думку, що назва Татарського кургану походить від спалення вогню в цьому місці, що попереджає населення від нападу татар. Точніше, однак, слід додати, що згадане ім'я походить тільки з 7-го сторіччя, тож епітет «татар» також використовувався для опису інших курганів у цьому районі. Від Осинського походить також друга назва — Курган Пшемислава, щоб вшанувати пам'ять міфічного засновника міста.